# Део немира
Део немира је прва књига поезије југословенског и српског књижевника и новинара Дејана Црномарковића.
Објављена је 1989. године у издању Међурепубличке заједнице за културно просвјетну делатност у Црној Гори.
Друго издање ове књиге објавила је Народна библиотека „Милутин Срећковић” у Смедеревској Паланци, 2015. године.
Књига је промовисана у Дому револуције у Пријепољу 1990., Центру за културу у Горажду 1990., на Сајму књига у Београду 2016., Народном музеју у Смедереској Паланци 2016., Библиотеци Града Београда - Библиотека Петар Кочић 2017., Библиотеци Канадске интернационалне школе у Хефеју, у Кини 2018., а налази се и у фундусу Националне библиотеке кинеске провинције Анхуи.
Песма из књиге Део немира, Јутро у очима је добитник награде на Ратковићевим вечерима поезије у Црној Гори 1987. године.